# Frondaison
Frondaison désigne le moment de l'année où les feuilles d'un arbre ou d'une forêt commencent à pousser. On parlera pour certaines espèces de frondaison tardive ou pour certains printemps de frondaison précoce.
Par métonymie, on désigne aussi par ce terme le feuillage lui-même voire l'ensemble des feuilles et des branches de la canopée.